# Jacques Morel (beeldhouwer)

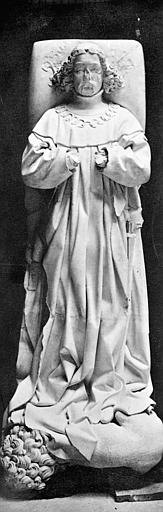
Liggende figuur van hertog Karel I van Bourbon door Jacques Morel, abdijkerk van Souvigny

Jacques Morel (* rond 1395 in Lyon of Avignon; † 1459 in Lyon of Angers) was een Franse beeldhouwer die zich specialiseerde in grafmonumenten met liggende beelden.

## Levensloop
Morel was een veel bereisde en productieve kunstenaar en hoofd van de Morel-kunstenaarsfamilie. Zijn neef was de Franse beeldhouwer Antoine Le Moiturier (1425–1497). Hij werd in 1418 benoemd tot Meester van de Werken van de kathedraal van Lyon en kreeg de opdracht om daar in 1420 een uitgebreide tombe voor een kardinaal uit te voeren (vernietigd in 1562).
Nadat hij Lyon in 1424 of 1425 had verlaten, werkte Morel in de Rhone-vallei en elders in Zuid- en Midden-Frankrijk. Hij wordt genoemd als inwoner van Toulouse in een opdracht voor een zilveren altaarstuk voor de Kathedraal van Avignon (1429; blijkbaar nooit voltooid), en verder actief in Béziers (1433; werk voor de cefalofoor Sint Aphrodisius), en als medewerker van Simon de Beaujeu in Tarascon (rond 1433). 
Dit werd gevolgd door perioden van onder andere een verblijf in Avignon (1441-5), Montpellier (1445-8) en Rodez, waar hij in 1448 een contract sloot voor de bouw en sculpturale decoratie van het zuidelijke portaal van de kathedraal (werk onvoltooid gelaten 1456).
In 1448 kreeg hij de opdracht om het albasten graf van hertog Karel I van Bourbon (overleden 1456), en zijn vrouw Agnes van Bourgondië, hertogin van Bourbon, uit te hakken voor de Chapelle Neuve van St. Pierre, Souvigny. Dit werd voltooid in 1453, en is zijn enige gedocumenteerde werk dat bewaard is gebleven. Hij werkte daarbij samen met de Franse beeld- en steenhouwer Jean Poncelet.
Morel bracht zijn laatste jaren vanaf 1453 door in Angers, waar hij het graf voltooide van koning René I van Anjou (overleden 1480) en zijn eerste vrouw Isabella, hertogin van Lotharingen (overleden 1453), in Kathedraal van Angers (begonnen in 1450 door Jean Pocet (overleden 1452) en zijn zoon; vernietigd).

## Bekende werken
- 1420 grafsteen van kardinaal Amedeo di Saluzzo, omringd door beelden van God de Vader, de Madonna en de drie heiligen, Lyon (vernietigd)
- 1433 Zilveren altaarstuk van de kathedraal van Avignon (onvoltooid, vernietigd)
- 1441 Grafsteen van de familie Galléan, Avignon (niet bewaard gebleven)
- 1445–1448 Olijfberg in de kathedraal van Rodez (toegeschreven op basis van stijl)
- 1453 albasten grafsteen van hertog Karel I van Bourbon en zijn vrouw Agnes van Bourgondië, Souvigny
- 1453 grafsteen van Agnès Sorel in Loches (toegeschreven)
- De knielende bisschop als smekeling in de St. Stephen (Jacques Morel of omgeving), Bode Museum
- Grafsteen van René I en zijn eerste vrouw Isabella in de kathedraal van Angers (verwoest in 1794)
- Nostre Dame de Grasse, musée des Augustins, Toulouse (omgeving Jacques Morel) online

## Galerij

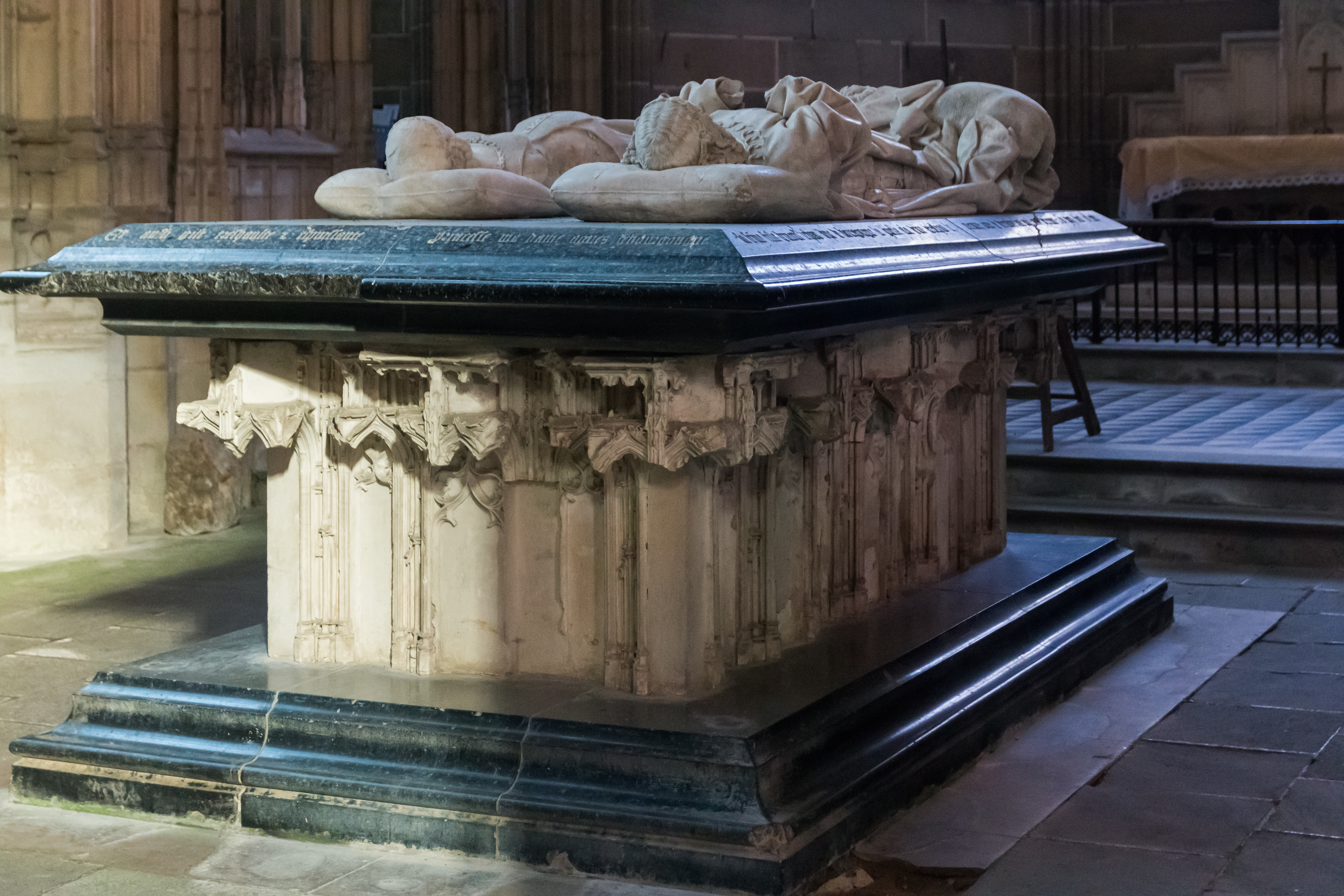
Grafsteen van hertog Karel I van Bourbon en zijn vrouw Agnès van Bourgondië
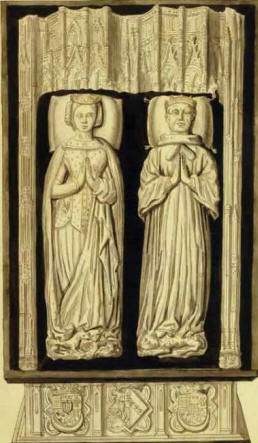
Grafsteen van Rene I en zijn eerste vrouw Isabella in de kathedraal van Angers, verwoest in 1794
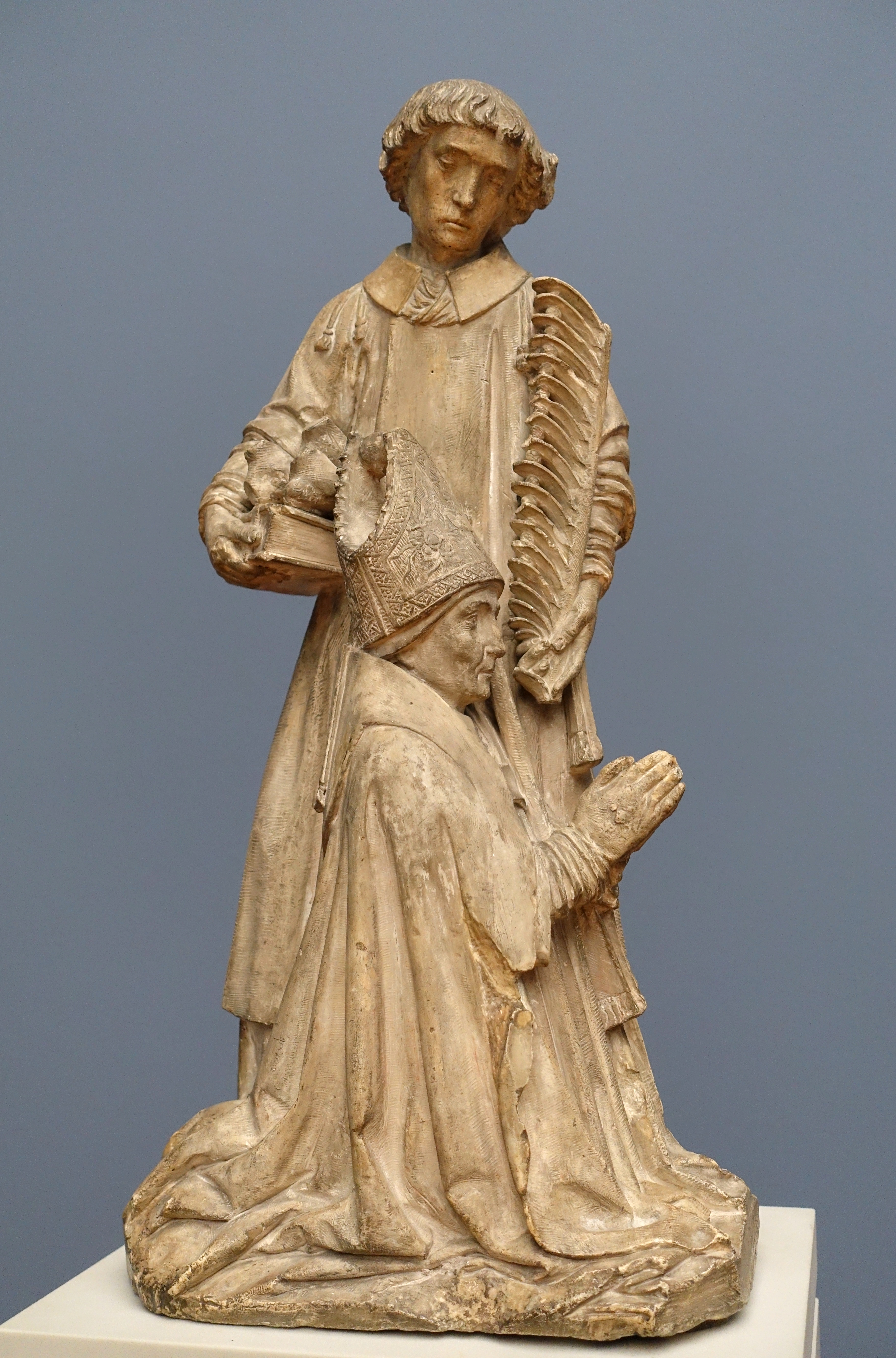
De knielende bisschop als smekeling met Sint Stefan (Jacques Morel of omgeving), Bode Museum
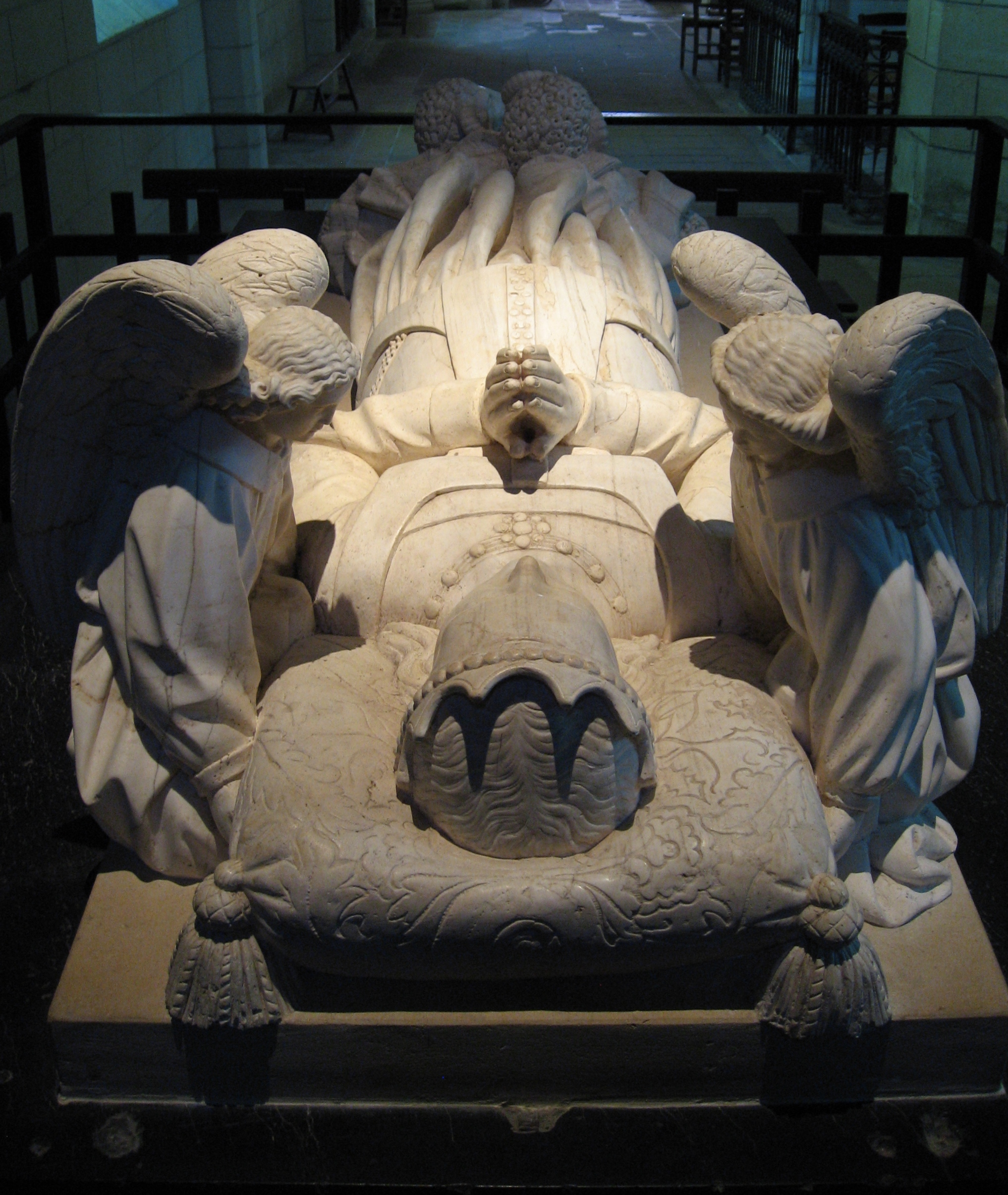
Tombe Agnès Sorel in Loches (door J. Morel of Michel Colombe)
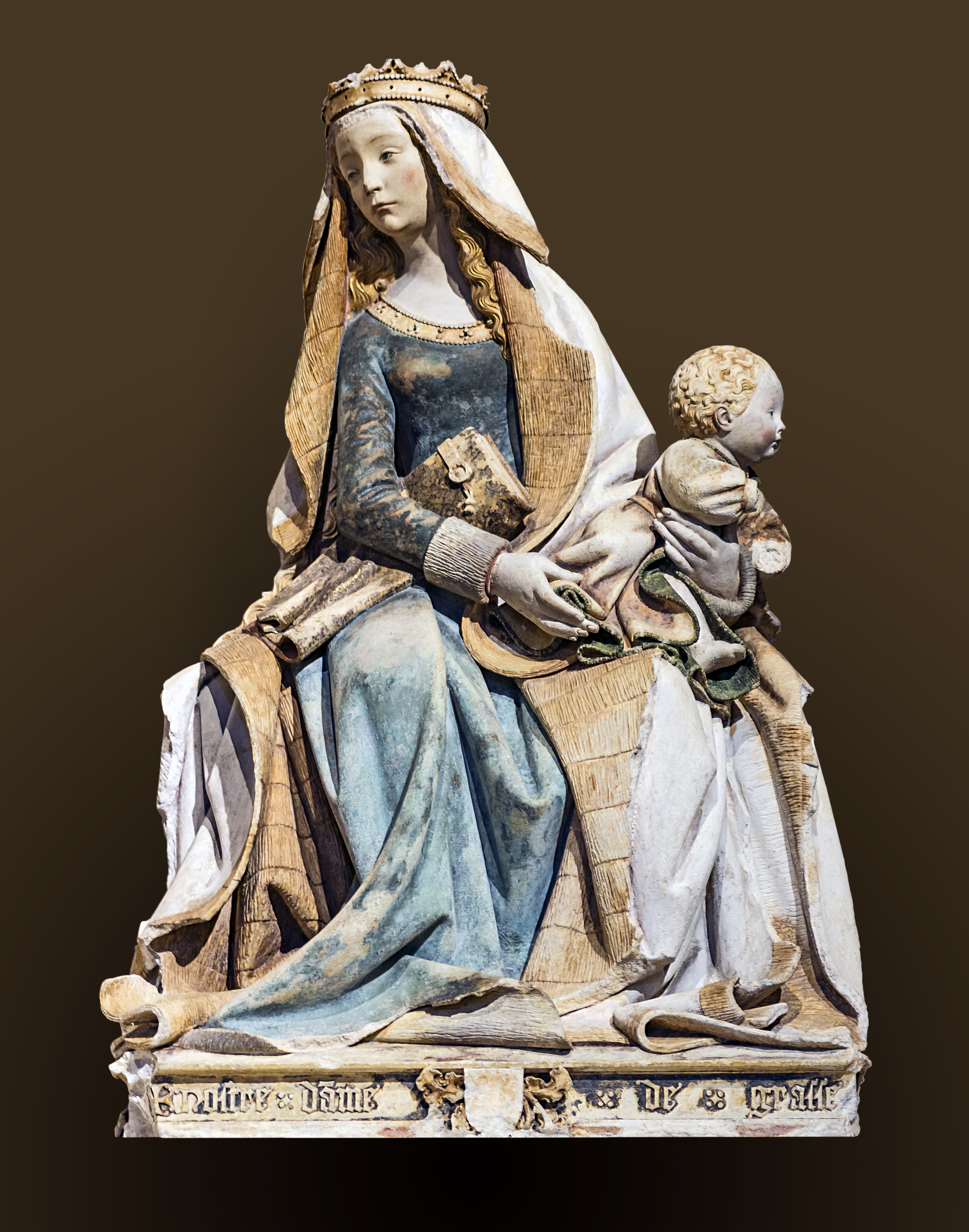
Nostre Dame de Grasse, Toulouse Musée des Augustins (omgeving J. Morel)